# 民兴街道
民兴街道是中华人民共和国贵州省毕节市金沙县下辖的一个街道办事处。
2019年8月8日，设置民兴街道。民兴街道辖原岩孔街道的红兴社区、金民社区、光明社区、大水社区和原西洛街道的金槐社区。

## 行政区划
民兴街道下辖以下村级行政区划单位：
大水社区、红兴社区、光明社区、金民社区、金槐社区。